# シェリフズスター
シェリフズスター（英：Sheriff's Star）とは、イギリスで生産され、調教されたサラブレッドの競走馬である。おもな勝ち鞍はコロネーションカップやサンクルー大賞。父は日本に輸入されながらも、事故で供用できなかったポッセ。半兄にはセントレジャーステークス、サンクルー大賞を勝ち、日本に種牡馬として輸入されたムーンマッドネスがいる。引退後は西山牧場に買い取られ種牡馬入りした。代表産駒に二冠馬のセイウンスカイがいるが、その他に目立った活躍馬を出せず、廃用となった。

## 現役時代
1987年にデビュー戦を勝利し、2連勝でフューチュリティステークス（当時はGII）に出走し2着。翌年のクラシックの有力馬の1頭とみなされるようになる。しかし本番のクラシックでは、ダービーステークスで6着、GIIを2連勝で臨んだセントレジャーでも3着と勝ちきれずに3歳シーズンを終える。
翌年はGIIのジョッキークラブステークスこそ4着と敗れるが、続くGIコロネーションカップで勝利すると、返す刀でサンクルー大賞も勝利する。その後キングジョージ6世&クイーンエリザベスダイヤモンドステークスで4着、ドイツのオイロパ賞で3着となる。ラストレースとしてジャパンカップにも参戦予定だったが故障を発症した。日本での種牡馬入りが決まっていたので、引退後は西山牧場に買い取られ、そのまま種牡馬となった。

## 引退後
引退後は予定通り西山牧場で種牡馬となった。有力な繁殖牝馬を多く集め、初年度から4年間で200頭前後に種付けをするほど期待されたが、産駒はまったく走らなかった。その後、西山牧場は経営不振から多くの繁殖牝馬と種牡馬を売却することとなり、同馬も例外ではなく西山牧場を去った。同馬が西山牧場に残した産駒もほとんどが売却され、残った数頭もまったく期待はされていなかった。西山正行は世話になった保田隆芳の息子で厩舎を開業した保田一隆に、義理でそのうちの1頭を預けることにした。この馬がのちに中央競馬において二冠馬となるセイウンスカイであり、ほかの厩舎に預けられた同年代の産駒であるセイウンエリアも中央競馬でオープンクラスまで勝ち上がったため、種牡馬引退後に溜飲を下げる結果となった。
セイウンスカイらの活躍によって一躍注目を浴びたシェリフズスターであったが、その行方は売却後不明になっており、もっぱらすでに屠殺されたとも噂になっていた。しかし2005年になってシェリフズスターの引退後の行方が判明し、競馬情報誌『サラブレ』2005年9月号にてスクープ的に報じられた。同誌によると種牡馬引退後も有志によってある育成牧場に繋養され、そこで草競馬への出走を目指して調教されていたが、体がついて行かず最終的には立てなくなって死亡したという。記事内において、管理していた牧場関係者はその存在を隠していた理由を「静かに余生をすごさせたい」とし、同馬を慮った発言を残している。
さらに花岡貴子のエッセイによると、ある人物の好意で余生を過ごしていたが、同馬のファンであった人物が草競馬に参加させようということで、ふたたび調教されることになった。そのため、調教のプロによってしっかりと管理され、徐々にしっかりと走れるようになってきた矢先、調教中に心不全を発症して死亡したとされる。
一方で、西山正行の息子西山茂行は『ジュニアカップを楽勝した時に「もうこの世にいません。」との連絡を受けた』と証言しており、1998年1月25日にセイウンスカイがジュニアカップを勝利した時点で死亡していたとしている。

## おもな産駒
- 1995年産

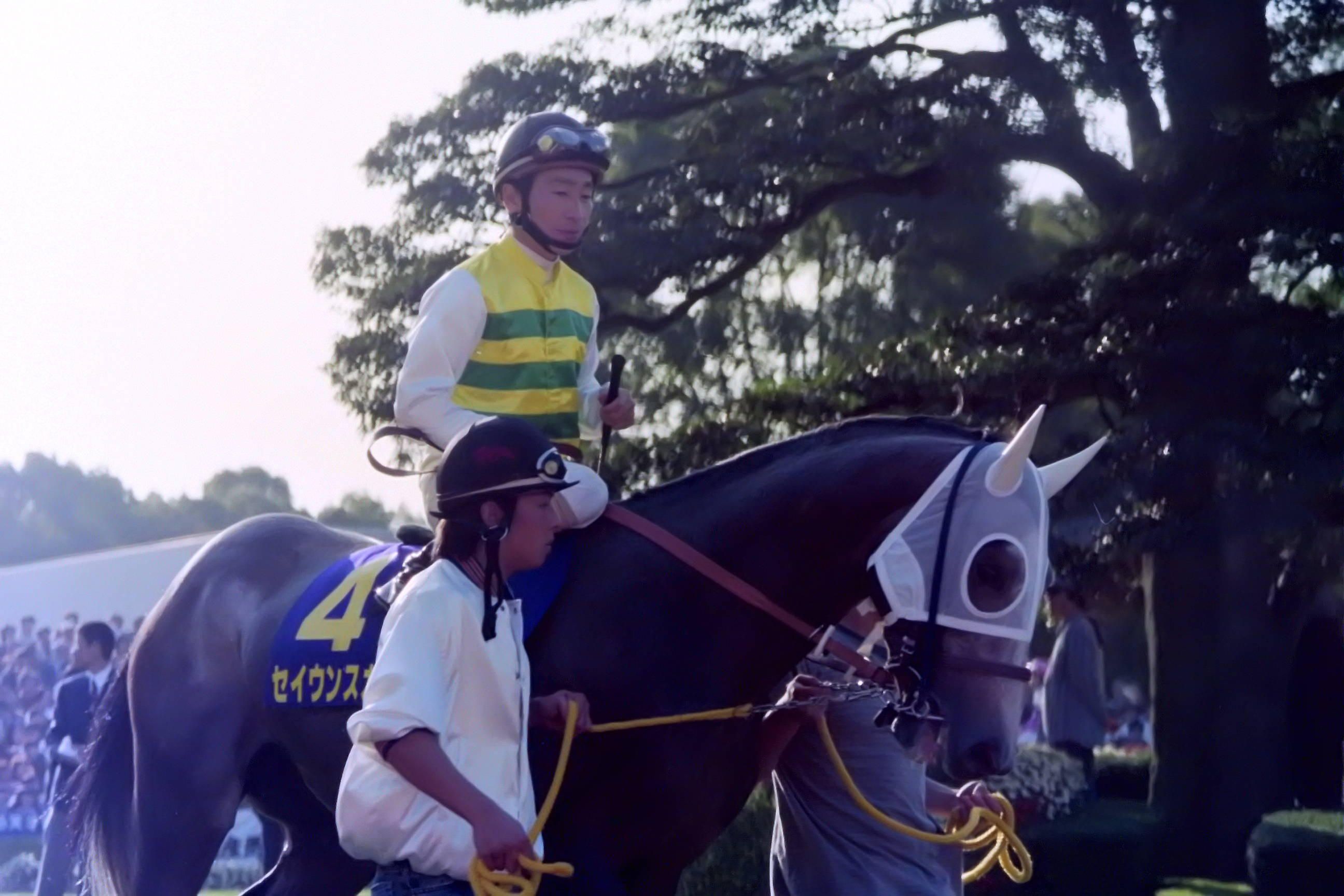
セイウンスカイ

  - セイウンスカイ（皐月賞、菊花賞、京都大賞典、日経賞、札幌記念）
  - セイウンエリア（メトロポリタンステークス(走破タイム2.18.3は現在も2300メートル日本レコードタイムである)）

## 血統表
| シェリフズスターの血統              | シェリフズスターの血統                                             | シェリフズスターの血統                                             | （血統表の出典）                                                   | （血統表の出典） |
| 父系                                | ハイペリオン系                                                     | ハイペリオン系                                                     | ハイペリオン系                                                     | [ § 2 ]          |
| 父 *ポッセ Posse 1977 栗毛 アメリカ | 父の父Forli 1963 栗毛 アルゼンチン                                 | Aristophanes                                                       | Hyperion                                                           | Hyperion         |
| 父 *ポッセ Posse 1977 栗毛 アメリカ | 父の父Forli 1963 栗毛 アルゼンチン                                 | Aristophanes                                                       | Commotion                                                          |                  |
| 父 *ポッセ Posse 1977 栗毛 アメリカ | 父の父Forli 1963 栗毛 アルゼンチン                                 | Trevisa                                                            | Advocate                                                           | Advocate         |
| 父 *ポッセ Posse 1977 栗毛 アメリカ | 父の父Forli 1963 栗毛 アルゼンチン                                 | Trevisa                                                            | Veneta                                                             |                  |
| 父 *ポッセ Posse 1977 栗毛 アメリカ | 父の母In Hot Pursuit 1971 鹿毛 アメリカ                            | Bold Ruler                                                         | Nasrullah                                                          | Nasrullah        |
| 父 *ポッセ Posse 1977 栗毛 アメリカ | 父の母In Hot Pursuit 1971 鹿毛 アメリカ                            | Bold Ruler                                                         | Miss Disco                                                         |                  |
| 父 *ポッセ Posse 1977 栗毛 アメリカ | 父の母In Hot Pursuit 1971 鹿毛 アメリカ                            | Lady Be Good                                                       | Better Self                                                        | Better Self      |
| 父 *ポッセ Posse 1977 栗毛 アメリカ | 父の母In Hot Pursuit 1971 鹿毛 アメリカ                            | Lady Be Good                                                       | Past Eight                                                         |                  |
| 母 Castle Moon 1975 芦毛 イギリス   | 母の父Kalamoun 1970 芦毛 イギリス                                  | *ゼダーン Zeddaan                                                  | Grey Sovereign                                                     | Grey Sovereign   |
| 母 Castle Moon 1975 芦毛 イギリス   | 母の父Kalamoun 1970 芦毛 イギリス                                  | *ゼダーン Zeddaan                                                  | Vareta                                                             |                  |
| 母 Castle Moon 1975 芦毛 イギリス   | 母の父Kalamoun 1970 芦毛 イギリス                                  | Khairunissa                                                        | Prince Bio                                                         | Prince Bio       |
| 母 Castle Moon 1975 芦毛 イギリス   | 母の父Kalamoun 1970 芦毛 イギリス                                  | Khairunissa                                                        | Palariva                                                           |                  |
| 母 Castle Moon 1975 芦毛 イギリス   | 母の母Fotheringay 1964 鹿毛 フランス                               | Right Royal                                                        | Owen Tudor                                                         | Owen Tudor       |
| 母 Castle Moon 1975 芦毛 イギリス   | 母の母Fotheringay 1964 鹿毛 フランス                               | Right Royal                                                        | Bastia                                                             |                  |
| 母 Castle Moon 1975 芦毛 イギリス   | 母の母Fotheringay 1964 鹿毛 フランス                               | La Fresnes                                                         | Court Martial                                                      | Court Martial    |
| 母 Castle Moon 1975 芦毛 イギリス   | 母の母Fotheringay 1964 鹿毛 フランス                               | La Fresnes                                                         | Pin Stripe                                                         |                  |
| 母系(F-No.)                         | (FN:8-c)                                                           | (FN:8-c)                                                           | (FN:8-c)                                                           | [ § 3 ]          |
| 5代内の近親交配                     | Hyperion 4x5x5=12.50%、 Nasrullah 4x5=9.38%、 Fair Trial 5x5=6.25% | Hyperion 4x5x5=12.50%、 Nasrullah 4x5=9.38%、 Fair Trial 5x5=6.25% | Hyperion 4x5x5=12.50%、 Nasrullah 4x5=9.38%、 Fair Trial 5x5=6.25% | [ § 4 ]          |
| 出典                                | 1. 2. 3. 4.                                                        | 1. 2. 3. 4.                                                        | 1. 2. 3. 4.                                                        | 1. 2. 3. 4.      |